# Strzępiak łuseczkowaty

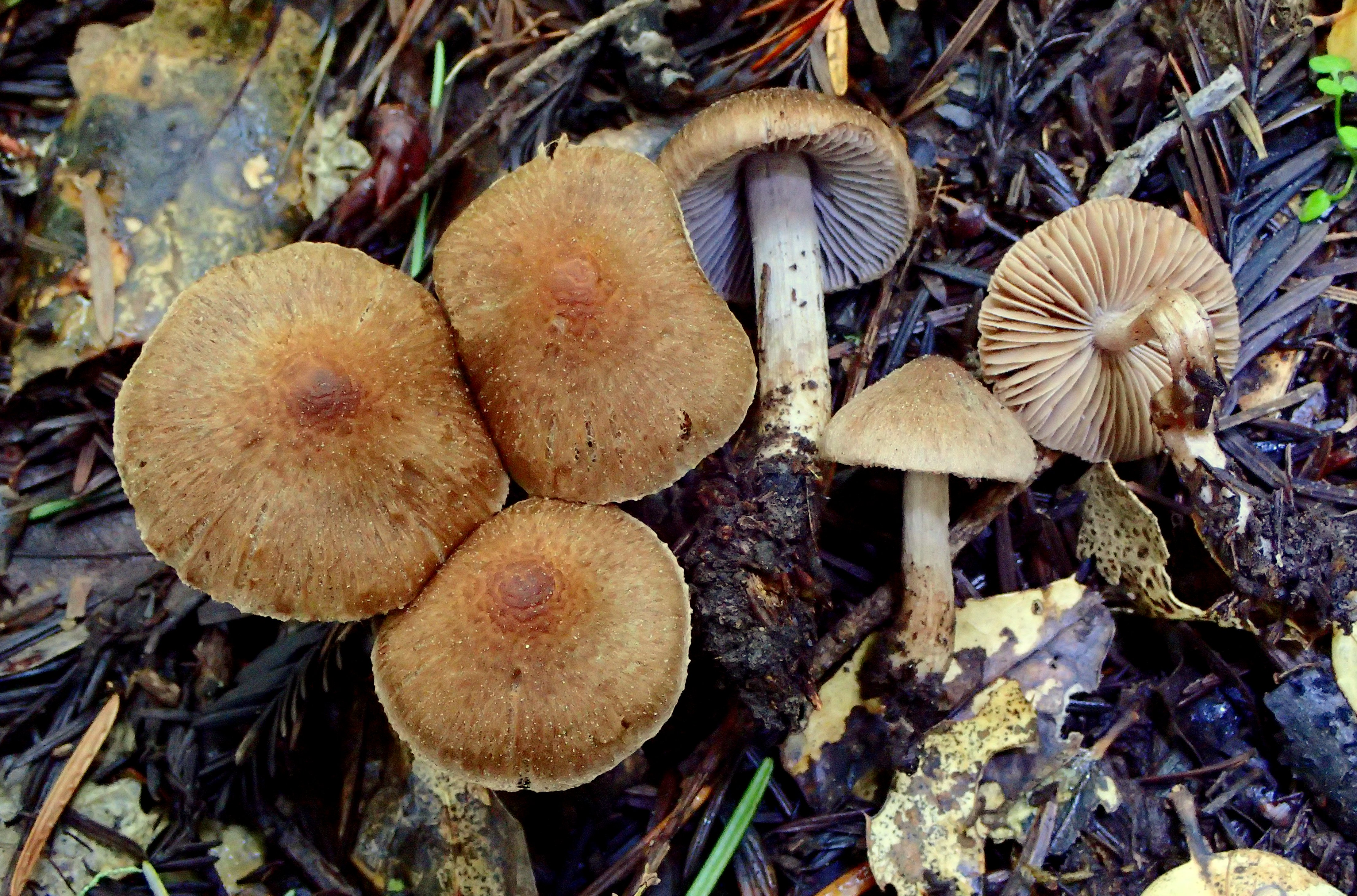

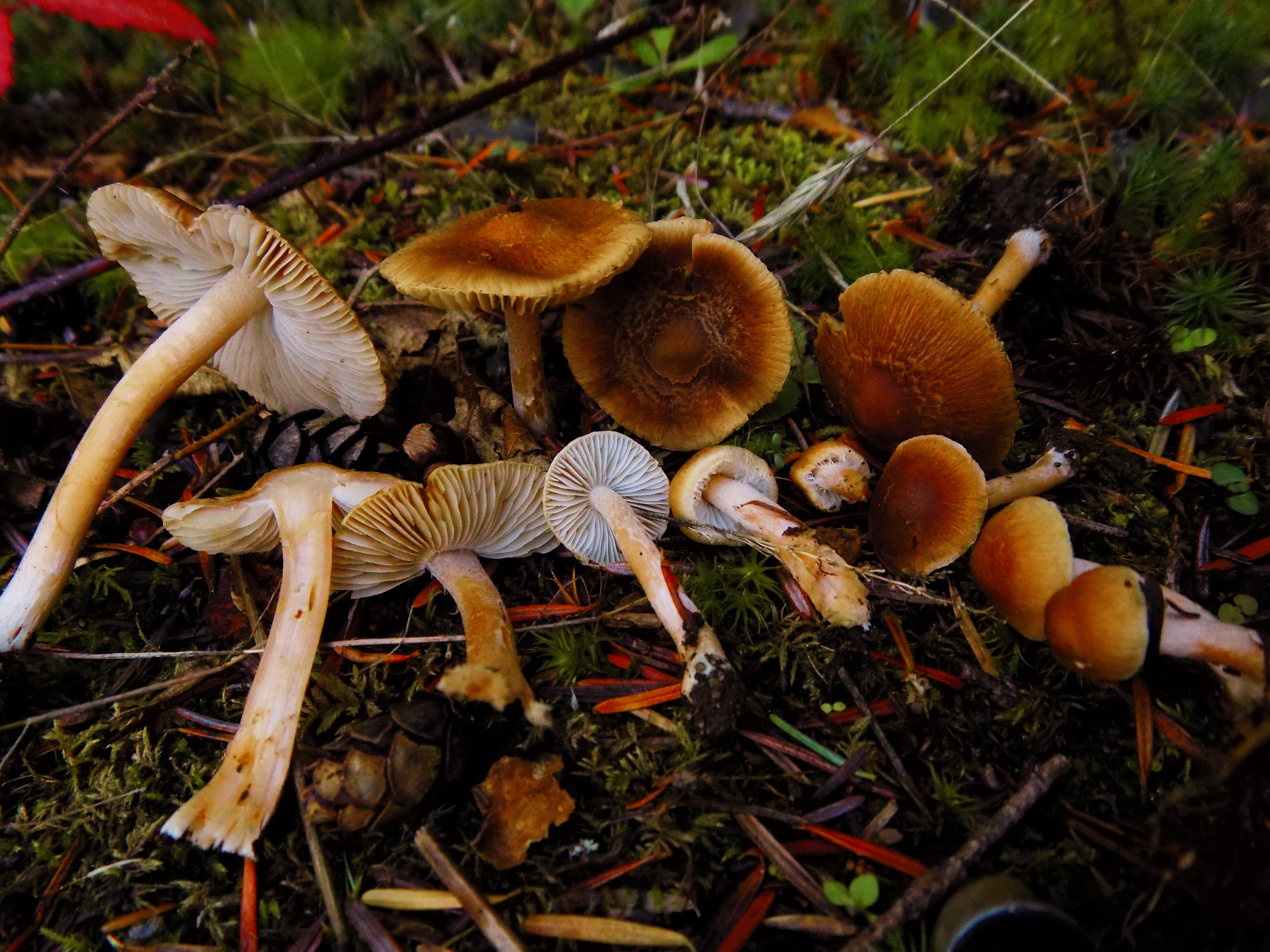

Strzępiak łuseczkowaty, strzępiak chłopięcy (Inocybe pusio P. Karst.) – gatunek grzybów należący do rodziny strzępiakowatych (Inocybaceae).

## Systematyka i nazewnictwo
Pozycja w klasyfikacji według Index Fungorum: Inocybe, Inocybaceae, Agaricales, Agaricomycetidae, Agaricomycetes, Agaricomycotina, Basidiomycota, Fungi.
Synonimy:
- Inocybe obscura var. obscurissima R. Heim 1931
- Inocybe pusio f. elegans Reumaux 1983
- Inocybe pusio f. velata Reumaux 1983
- Inocybe pusio var. flavolamellata E. Ludw. 2017
- Inocybe pusio var. floccipes Esteve-Rav. & Fouchier 2004
- Inocybe pusio var. obscurissima (R. Heim) Poirier, Moënne-Locc. & Reumaux 1989

Nazwę polską zaproponował Władysław Wojewoda w 2003 r. Andrzej Nespiak w 1990 r. opisywał ten gatunek pod nazwą strzępiak chłopięcy.

## Morfologia
Kapelusz
Średnica 1–3 cm, początkowo stożkowaty, potem rozpostarty z niewielkim, czasami ostrym garbkiem. Brzeg początkowo nieco podwinięty, potem prosty. Powierzchnia sucha, nieco higrofaniczna, pokryta drobnymi i przylegającymi łuseczkami, tylko na brzegu nieco odstającymi. Kolor orzechowy lub brązowy z odcieniem szarym lub miedzianym, ale bez śladu fioletu.
Blaszki
Słabo przyrośnięte, z blaszeczkami, cienkie, dość gęste, początkowo szarobeżowe, potem z odcieniem oliwkowym, czasami lekko fioletowym. Ostrza biało orzęsione.
Trzon
Wysokość 2–4, grubość 0,2–0,3 cm, walcowaty, przy podstawie nieznacznie grubszy. Powierzchnia bladoliliowa, z czasem żółtoochrowa. Górna część oszroniona, dolna gładka.
Miąższ
W kapeluszu białawy lub bladokremowy, w trzonie jasnoliliowy. Brak wyraźnego smaku, zapach ziemisty.
Cechy mikroskopowe
Zarodniki 7,5–10 × 5–7,5 µm. Podstawki 28–30 × 8–10 µm. Metuloidy 50–70 × 10–25 µm, butelkowate, o ścianach słabo reagujących z amoniakiem. Kaulocystydy 100 × 10–15 µm cienkościenne i często bez kryształków.

## Występowanie i siedlisko
Znane jest występowanie strzępiaka łuseczkowatego w północnej części Ameryki Północnej i w Europie. W piśmiennictwie naukowym na terenie Polski do 2003 r. podano liczne stanowiska.
Grzyb mikoryzowy. Występuje na ziemi w lasach liściastych, mieszanych i w parkach, rzadko w sosnowych lasach iglastych. Podawane jest jego występowanie pod brzozami, bukami, topolami, dębami i lipami od maja do października.